# 大渕修一
大渕 修一（おおぶち しゅういち、1964年 - ）は、日本の医学者、老年学者。理学療法士、医学博士。介護予防包括的高齢者運動トレーニング（CGT）の開発  、厚生労働省介護予防マニュアル第3章「運動器の機能向上マニュアル」執筆 、介護予防リーダー養成講座の開発等を通して、介護予防のまちづくりを日本に普及・定着させる活動を行っている。

## 略歴
1964年（昭和39年）、東京都江東区生まれ。北海道函館市育ち。国立療養所東京病院附属リハビリテーション学院卒業後、東京警察病院勤務。米国ジョージア州立大学大学院保健学研究科修了。北里大学医療衛生学部助教授を経て、2003年（平成15年）東京都老人総合研究所・介護予防緊急対策室室長。2012年（平成24年）から東京都健康長寿医療センター研究所・高齢者健康増進事業支援室長、在宅療養支援研究部長を務めている。

## 著書

### 単著
- 健康寿命の延ばし方、中央公論新社 (2013/3/30)、 ISBN 4120044688
- 一生ボケない寝たきりにならない方法、学研マーケティング (2012/12/4)、ISBN 4054054668
- 家族みんなの介護予防運動マニュアル、東京都高齢者研究福祉振興財団 (2005/09)、ISBN 4902042207
- 自分でできる介護予防―高齢者の介護予防支援ガイドブック、出版社: 厚生出版社 (2005/02)、ISBN 4905981166

### 共著
- ケアプランのつくり方・サービス担当者会議の開き方・モニタリングの方法〈平成21年改正版〉 (居宅介護支援専門員のためのケアマネジメント入門) 、瀬谷出版 (2009/06)、ISBN 490238115X
- 介護予防コーディネーションの考え方―プランもOK! (ビジュアル版介護予防マニュアル)、ひかりのくに (2006/05)、ISBN 4564430610
- 介護予防包括的高齢者運動トレーニング、健康と良い友だち社; 改訂版 (2006/12)、ISBN 4902475006
- 介護予防 動ける体をつくる本―にこにこ生活・老化にかつ!、一橋出版 (2005/09)、ISBN 4834803465

### 編著
- 絵を見てできる介護予防―運動・食事・住まいの工夫で自立した高齢期を、法研 (2005/07)、ISBN 487954583X
- 健康増進と介護予防 (理学療法MOOK 11) 、三輪書店; 増補版 (2009/05)、ISBN 4895903273

### 監修
- 高齢者虐待対応・権利擁護実践ハンドブック、法研 (2008/04)、ISBN 4879547158
- 指導者のための介護予防完全マニュアル―包括的なプラン作成のために、東京都高齢者研究福祉振興財団 (2004/01)、ISBN 490204210X
- 介護予防完全マニュアル (続)、出版社: 東京都高齢者研究・福祉振興財団 (2005/01)、ISBN 4902042142
- わかりやすい!地域包括支援センター事業サポートブック、東京都高齢者研究福祉振興財団 (2007/02)、ISBN 4902042231